# Phoxophrys
Phoxophrys is een geslacht van hagedissen uit de familie agamen (Agamidae).

## Naam en indeling
De wetenschappelijke naam van de groep werd voor het eerst voorgesteld door Ambrosius Hubrecht in 1881. Er zijn vijf soorten, een aantal soorten behoorden eerder tot het geslacht Japalura.

## Uiterlijke kenmerken
De soorten lijken op de vertegenwoordigers van het geslacht Japalura maar verschillen hiervan door het ontbreken van een nekkam. Daarnaast is de staartbasis van de Phoxophrys- soorten afgeplat wat bij Japalura niet het geval is.

## Verspreiding en habitat
Alle soorten komen voor in delen van zuidelijk Azië en leven in de landen Indonesië en Maleisië.
De habitat bestaat uit tropische en subtropische bossen en moerassen. De soorten hebben een afwijkende hoogteverspreiding; de soort Phoxophrys nigrilabris komt voor op een hoogte van 65 tot 914 meter boven zeeniveau en Phoxophrys cephalum is aangetroffen van 1300 tot 2100 meter boven zeeniveau.

## Beschermingsstatus
Door de internationale natuurbeschermingsorganisatie IUCN is aan twee soorten een beschermingsstatus toegewezen. Deze soorten worden beschouwd als 'veilig' (Least Concern of LC).

## Soorten
Het geslacht omvat de volgende soorten, met de auteur en het verspreidingsgebied.
| Naam                   | Auteur         | Verspreidingsgebied |
| ---------------------- | -------------- | ------------------- |
| Phoxophrys borneensis  | Inger, 1960    | Indonesië           |
| Phoxophrys cephalum    | Mocquard, 1890 | Indonesië, Maleisië |
| Phoxophrys nigrilabris | Peters, 1864   | Indonesië, Maleisië |
| Phoxophrys spiniceps   | Smith, 1925    | Indonesië, Maleisië |
| Phoxophrys tuberculata | Hubrecht, 1881 | Indonesië           |